# Mazepa (opera)
Mazepa ((ros.) Мазепа) – trzyaktowa opera Piotra Czajkowskiego do libretta Wiktora Burenina według poematu „Połtawa” Aleksandra Puszkina. Prapremiera w petersburskim Teatrze „Bolszoj” 3(15) lutego 1884. Polska premiera: Warszawa 18 lutego 1912.

## Recepcja
Rzecz dotyczy tej samej postaci historycznej – Iwana Mazepy vel Jana Kołodyńskiego – pazia króla Jana Kazimierza, którego epizod miłosny z czasów młodzieńczych (romans z mężatką, której zazdrosny małżonek w zemście każe przywiązać kochanka do grzbietu konia i pognać go w step) przywołuje w swych pamiętnikach Jan Chryzostom Pasek, a który stał się później kanwą poematów Victora Hugo i George’a Byrona, a także tragedii Juliusza Słowackiego i opartej na niej opery Adama Münchheimera. Tym razem odnosi się do schyłku jego życia, kiedy jako hetman wojsk zaporoskich zakochuje się ze wzajemnością w Marii, córce sędziego wojsk kozackich Wasyla Koczubeja, zmagań o zachowanie resztek suwerenności kozaków wobec rosyjskiego cara Piotra I, zerwania z nim i przejścia na stronę szwedzkiego króla Karola XII, wreszcie klęski w bitwie pod Połtawą, ucieczki i śmierci na obczyźnie.

## Osoby
- Mazepa, hetman Zadnieprza – baryton
- Maria Koczubejówna – sopran
- Wasyl Koczubej, generalny sędzia wojsk kozackich – bas
- Lubow, jego żona – [mezzosopran]
- Iskra,   Koczubeja – [tenor]
- Andrzej, kozak zakochany w Marii – tenor
- Orlik, zaufany Mazepy  - [bas]
- Pijany kozak – tenor

## Treść
Miejsce i czas akcji: Ukraina na początku XVIII wieku.

### Akt I
Siedemdziesięcioletni Mazepa, hetman podległego Rosji Zadnieprza, przybywa do podpołtawskiej Dikańki, rodowej posiadłości sędziego swych wojsk Wasyla Koczubeja, by prosić o rękę jego siedemnastoletniej córki Marii, w której jest ze wzajemnością zakochany. Gdy rodzice odmawiają, odczuwa to jako osobistą zniewagę i postanawia się zemścić. Tymczasem Maria ucieka z domu do Mazepy. Lubow namawia Koczubeja do wystąpienia przeciw Mazepie, lecz on postanawia donieść carowi Piotrowi I o zamiarach Hetmana przejścia na stronę Szwedów. W tym celu wysyła do Moskwy zaufanego kozaka Andrzeja, bez wzajemności zakochanego w Marii.

### Akt II
W lochach siedziby Mazepy w Baturynie uwięzieni zostali Koczubej i jego zausznik Iskra. Car nie dał posłuchu doniesieniu o zdradzie Mazepy i przekazał obydwu do dyspozycji Mazepy z rozkazem ich stracenia. Orlik stara się za pomocą tortur wydobyć wiadomość o ukrytym skarbie Koczubeja. W sypialni Mazepy. Dumnego Hetmana trapią wyrzuty sumienia w związku z losem dawnego przyjaciela, a ponadto obawia się, jak zniesie egzekucję ojca ukochana Maria, śpiąca obok niego. Gdy opuszcza komnatę, do środka przedziera się Lubow i powiadamia córkę o uwięzieniu Koczubeja, prosząc, by wstawiła się w jego sprawie do Mazepy. Na miejscu kaźni zbierają się tłumy. Wśród nich Pijany kozak wykonuje obsceniczne przyśpiewki. Gdy pojawia się wóz ze skazańcami, zebrani wraz z nimi intonują hymn. Na znak Mazepy spada katowski topór. Maria i Lubow przybywają po fakcie.

### Akt III
Symfoniczne intermezzo odmalowuje przebieg bitwy pod Połtawą. Mazepa, uchodzący w wyniku doznanej klęski, natrafia na błąkającą się po stepie Marię, która wskutek tragicznych wypadków postradała zmysły. Orlik nagli do odjazdu wobec bezskutecznych wysiłków zabrania z sobą Marii. Usiłuje ich powstrzymać Andrzej, ale Mazepa strzałem z rewolweru zwala go z nóg i udaje się w drogę. Maria, nie poznając umierającego Andrzeja, bierze go w ramiona i kołysze niczym dziecko do snu. 